# Miroljub Jevtić

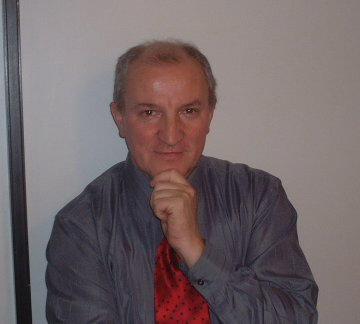
Miroljub Jevtić

Miroljub Jevtić (* 1955 in Vranje, Jugoslawien) ist ein serbischer Politologe und Universitätsprofessor an der Fakultät für Politikwissenschaft der Universität Belgrad.
Er diplomierte an der Fakultät für Politikwissenschaft in Belgrad, erhielt seinen Magister an der Belgrader rechtswissenschaftlichen Fakultät mit einer Forschung über „Standpunkt des Islams zum Krieg und die Rolle der Islamischen Konferenz in der Erhaltung des Friedens“ und sein Doktorat an der Fakultät für Politikwissenschaft in Belgrad mit einer Dissertation über „Dschihad und Krieg in der Gegenwart“. Er ist Gründer und Chefredakteur der Zeitschrift „Religionspolitologie“, welche das erste Publikationsorgan weltweit ist, welche sich der Veröffentlichungen von Arbeiten aus dieser Disziplin widmet. Die erste Nummer der Zeitschrift wurde im Februar 2007 vom „Zentrum für die Erforschung von Religion und religiöser Toleranz“ herausgegeben.

## Laufbahn an der Fakultät für Politikwissenschaft in Belgrad
- Assistent in Ausbildung 1983
- Assistent 1985
- Dozent 1988
- Außerordentlicher Professor 1993
- Ordentlicher Professor 1998, lehrt das Fach „Religion und Politik“

## Forschung und Lehre
Jevtić verfasste die erste Monographie, welche sich dem Verständnis des Dschihad im geographischen Raum zwischen Warna an der Schwarzmeerküste in Bulgarien und Sežana in Slowenien in der Nähe der italienischen Grenze befasst. Miroljub Jevtić führte als erster in Osteuropa das Fach „Religionspolitologie“ in die politikwissenschaftliche Lehre ein. Er prägte den Begriff der „Weißen al-Qaida“.

## Veröffentlichungen
- Religion und Politik – Einführung in die Religionspolitologie. Institut za politicke studije FPN, Belgrad 2002, ISBN 86-7419-048-0.
- Zeitgenössischer Dschihad als Krieg. 1. Ausgabe Belgrad 1989, Nova Knjiga, ISBN 86-7335-052-2, 2. Ausgabe Prnjavor 1995, Grafomotajica, ISBN 86-7116-001-7, 3. Ausgabe Belgrad 2001, Nikola Pasic, ISBN 86-7987-010-2.
- Von der Islamischen Deklaration zum Krieg in Bosnien-Herzegowina. 1. Ausgabe Belgrad 1993, Filip Bisnjic, ISBN 86-7363-125-4, 2. Ausgabe Prnjavor 1995. Grafomotajica, ISBN 86-7116-002-5.
- Albaner und Islam. Prnjavor 1995, Grafomotajica, ISBN 86-7116-003-3.
- Der Islam im Werk Ivo Andrićs. Belgrad 2000, Prosveta Internacional.
- Alle unsere Fehler. Belgrad 1998, Prosveta Internacional.
- Islam und geopolitische Logik. Co-Autor, Belgrad 1995, Koving-Inzinjering.
- The Crime Awaits the Punishment. Co-Autor, Novi Sad, Srpsko Sarajevo 1997, Megilot Publishing, Olet Press, Imel Publishing, ISBN 86-7170-001-1.
- Die Moslems zwischen Glaube und Nation. Co-Autor, Banja Luka 1996, Narodna i univerzitetska biblioteka Petar Kosic, ISBN 86-7044-030-X.